# Ferdinand Georg Riotte
Ferdinand Georg Riotte (* 23. Januar 1812 in St. Wendel; † 1. Mai 1898 in St. Johann) war ein deutscher Jurist und Politiker.

## Leben
Riotte wurde 1812 als viertes von fünf Kindern des Friedensrichters Johann Nikolaus Riotte und dessen Ehefrau Maria Josefina (geb. Cetto) geboren. Ab 1829 studierte er Rechtswissenschaft in Bonn und Heidelberg und war ab 1833 Advokat-Anwalt beim Herzoglich Sachsen-Coburgischen Land- und Appellationsgericht in St. Wendel. 1835 wurde er Advokat-Anwalt beim Landgericht Saarbrücken. Noch im gleichen Jahr ließ er sich in als Rechtsanwalt in Saarbrücken nieder.
Nach einem Engagement bei der Deutschen Revolution 1848/49 wurde er 1849 Mitglied der Preußischen Nationalversammlung. 1838 bis 1868 engagierte sich Riotte auch kommunal: Er war Mitglied des Gemeinde-, Bezirks- und Stadtrates der Stadt St. Johann. 1859 wurde er zum 2. Beigeordneten der Stadt gewählt, 1862 zum 1. Beigeordneten. Im August 1868 verkündete er seinen Rückzug von allen Ämtern und blieb nur bis 1880 Stadtsyndikus. 1872 erhielt er seine Ernennung zum Justizrat. 1879 schied er aus Altersgründen aus der Anwaltschaft aus.
Riotte starb 1898 in St. Johann und wurde auf dem Friedhof St. Johann bestattet.
Der Jurist war seit 19. September 1837 mit Clementina Sophia Tosetti (1812–1841) verheiratet. Das Paar hatte eine Tochter.

## Ehrungen
- 1877: Verleihung des Roten Adler-Ordens 4. Klasse
- 1879: Verleihung des Kronen-Ordens 3. Klasse
- 1897: Ehrenbürger der Stadt St. Johann
- Riotte-Straße in Saarbrücken